# Aquaduct Ringvaart Haarlemmermeer
Aquaduct Ringvaart Haarlemmermeer ofwel het Ringvaartaquaduct is een aquaduct in de provincie Noord-Holland (bij de grens met Zuid-Holland) dat de Ringvaart van de Haarlemmermeerpolder over de Rijksweg A4 leidt bij Roelofarendsveen en Weteringbrug. Het werd in 1961 gebouwd en was daarmee het eerste moderne aquaduct in Nederland.
Ten oosten van het eerste aquaduct is voor een nieuwe rijbaan, onderdeel van de wegverbreding van de A4, een nieuw aquaduct gebouwd. Op 31 juli 2010 werd de oostelijke rijbaan geopend voor het verkeer, in eerste instantie voor beide rijrichtingen, zodat het bestaande aquaduct gerenoveerd kon worden. Deze renovatie was op 29 oktober 2010 gereed, sindsdien doet de oude rijbaan weer dienst, maar nu alleen nog voor het verkeer in zuidelijke richting. In september 2019 werd door de verantwoordelijk minister van Infrastructuur en Waterstaat besloten dit oude aquaduct te vervangen.
Aan de westzijde van het oude aquaduct is een nieuw spoor-aquaduct (2004) voor de Hogesnelheidslijn Schiphol-Antwerpen (HSL-Zuid) aangelegd.

## Overige aquaducten
Er zijn nog twee andere plekken waar een weg onder de Ringvaart door gaat:
- Het Floriaduct bij Vijfhuizen (2001), waar een busbaan van de Zuidtangent onder het water door gaat,
- De Waterwolftunnel bij Aalsmeer (2013), in de Provinciale weg N201.

## Afbeeldingen

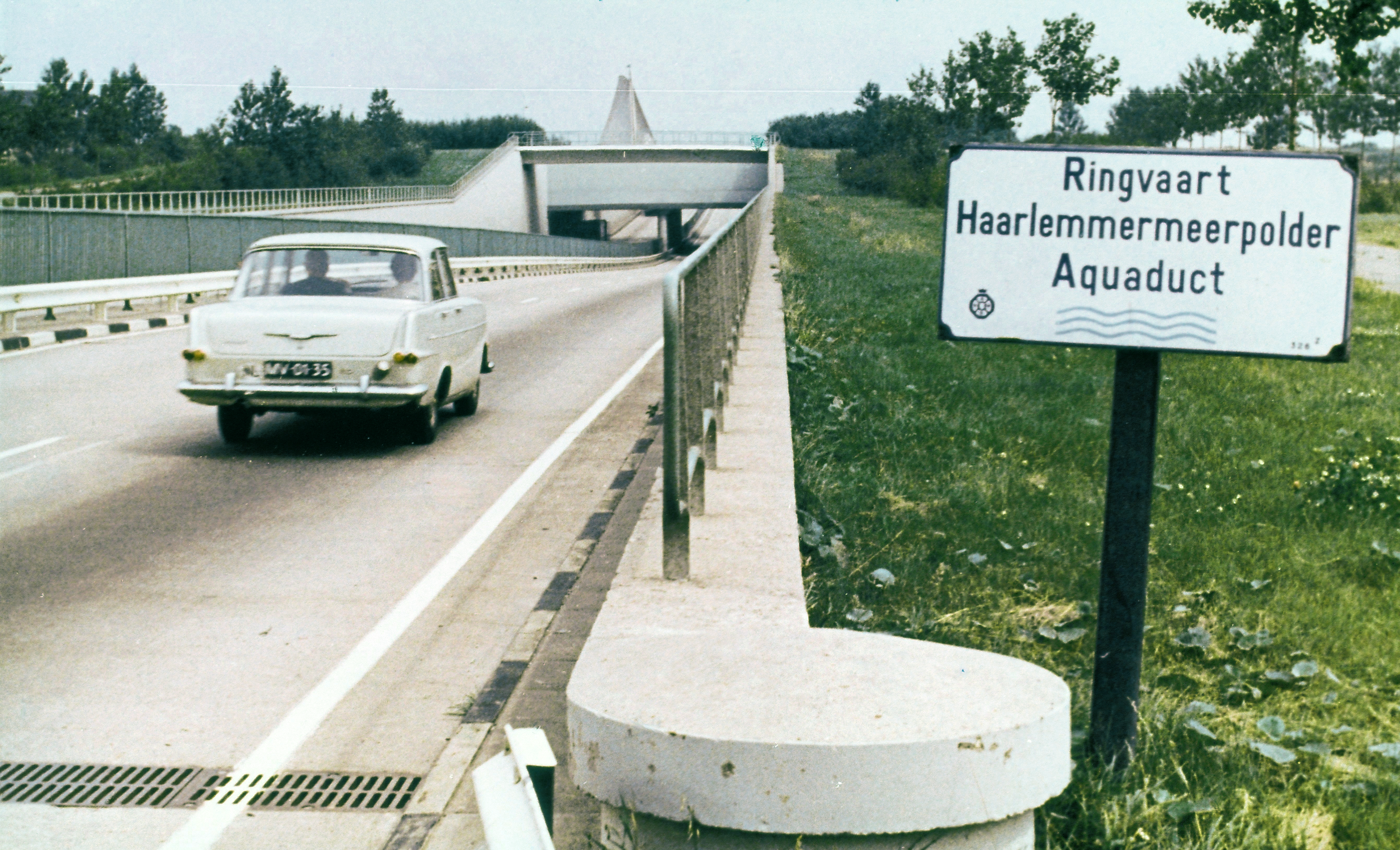
Eerste aquaduct (1964)
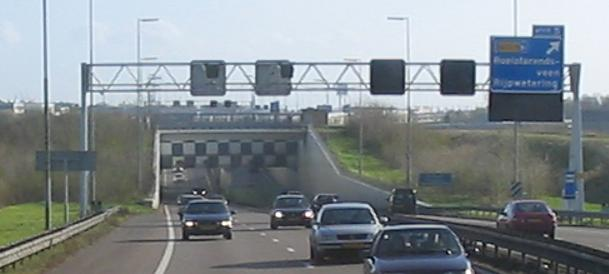
Gezien vanuit richting Amsterdam (in 2005)